# Blessing Matthew
Blessing Matthew est une femme nigériane dont la mort par noyade dans la Durance le 7 mai 2018, alors qu'elle tentait d'échapper à des gendarmes, défraie la chronique. La justice classe sans suite l’enquête préliminaire et refuse d’ouvrir une enquête judiciaire, malgré les recours portés par la famille de la victime, l’association briançonnaise Tous Migrants et le collectif de chercheurs et chercheuses de Border Forensics. En juillet 2023, le seul témoin direct, dont la version contredit celle des gendarmes, était menacé d'expulsion vers le Cameroun. La CEDH est saisie, mais elle estime la requête irrecevable : le dossier est définitivement clos.  

## Faits
Le 7 mai 2018, Blessing Matthew se noie dans la Durance en fuyant une patrouille de gendarmes vers le hameau de La Vachette, commune de Val-des-Prés,. Ce jour-là, elle essayait de rejoindre Briançon à pied depuis l’Italie par le col de Montgenèvre, à une période de grande tension dans la montagne avec de nombreuses interventions de la police et la manifestation de Génération identitaire qui a eu lieu le 21 avril 2018 au Col de l'Échelle.

## Enquête
Le corps de Blessing Matthew est retrouvé le 9 mai 2018, bloqué par la retenue d’eau du barrage de Prelles, situé sur la commune de Saint-Martin-de-Queyrières à dix kilomètres en aval du lieu de l'interaction avec les gendarmes mobiles. En février 2021, le parquet écarte leur responsabilité en rendant une ordonnance de non-lieu ab initio, c’est-à-dire invalide dès le départ, confirmé en appel. Le parquet estime alors que « les circonstances précises dans lesquelles [Blessing Matthew] aurait chuté dans la Durance demeurent inconnues en l'absence de témoignage direct ».
Mais, selon la contre-enquête menée par Border Forensics, les témoignages des gendarmes sont incohérents et contradictoires, et ils sont contredits par un témoin direct, Hervé S., un Camerounais de 35 ans expulsé vers l'Italie et revenu en France, retrouvé en 2022 par l’association Tous Migrants. Selon lui, une course-poursuite a bien eu lieu, les gendarmes ont interagi physiquement avec Blessing Matthew avant qu'elle ne tombe dans la rivière et n'ont rien fait pour tenter de la sauver,,. L'association Tous Migrants et la sœur de Blessing Matthew, Christiana Obie Darko, déposent le 27 mai 2022 une « demande de réouverture d'information judiciaire »,. Le procureur de la République de Gap se déclare incompétent pour traiter la requête, et renvoie vers le procureur général de la cour d'appel de Grenoble,, qui refuse de rouvrir l'enquête.
L'association Tous Migrants et l’agence Border Forensics annoncent en octobre 2022 avoir déposé un recours devant la Cour européenne des droits de l'Homme,, qui accepte d'instruire le dossier mais estime la requête est irrecevable en janvier 2024, en considérant que « le témoignage [d’Hervé] ne contenait pas d’allégation plausible ou crédible qui aurait permis l’identification, la poursuite et éventuellement la condamnation de l’auteur d’un homicide, et n’était de nature à remettre en cause ni le sérieux ni les conclusions de l’enquête initiale ».
En juillet 2023, la préfecture du Rhône enjoint au seul témoin direct, Hervé S., de quitter le territoire,.

## Documentaire
- Ceux de la nuit, de Sarah Leonor, 2023[21],[22].